# Johann Albert Möllinger
Johann Albert Möllinger (* 16. September 1823 in Pfeddersheim; † 30. April 1906 ebenda) war ein hessischer Gutsbesitzer und Politiker (Fortschritt, NLP) und Abgeordneter der 2. Kammer der Landstände des Großherzogtums Hessen.
Möllinger war der Sohn des Ökonomen und Landtagsabgeordneten Johannes Möllinger und dessen Ehefrau Barbara, geborene Möllinger. Möllinger, der Mennonit war, war Gutsbesitzer in Pfeddersheim. Er war Bürgermeister in Pfeddersheim und 18 Jahre lang Präsident der Landwirtschaftskammer Rheinhessens.
Von 1862 bis 1906 gehörte er 42 Jahre lang der Zweiten Kammer der Landstände an. Er wurde für den Wahlbezirk Rheinhessen 8/Pfeddersheim gewählt.